# Hertugdømmet Slesvig 1970
Hertugdømmet Slesvig 1970 er en dansk dokumentarfilm fra 1970 instrueret af Ebbe Larsen efter eget manuskript.

## Handling
Bred beskrivelse af landet mellem Kongeå og Eider, hvor befolkningen som indbyggere i et grænseland kan berette om mangfoldige både rige og bitre minder.